# Cordero de Borgoy
El cordero de Borgoy es un tipo especial de carne de oveja que se cultiva en condiciones específicas en el valle de Dzhida, en la región de Uorg Borgoy, en el distrito de Dzhidinsky. Es una marca de carne de Buriatia.

## Historia de la marca

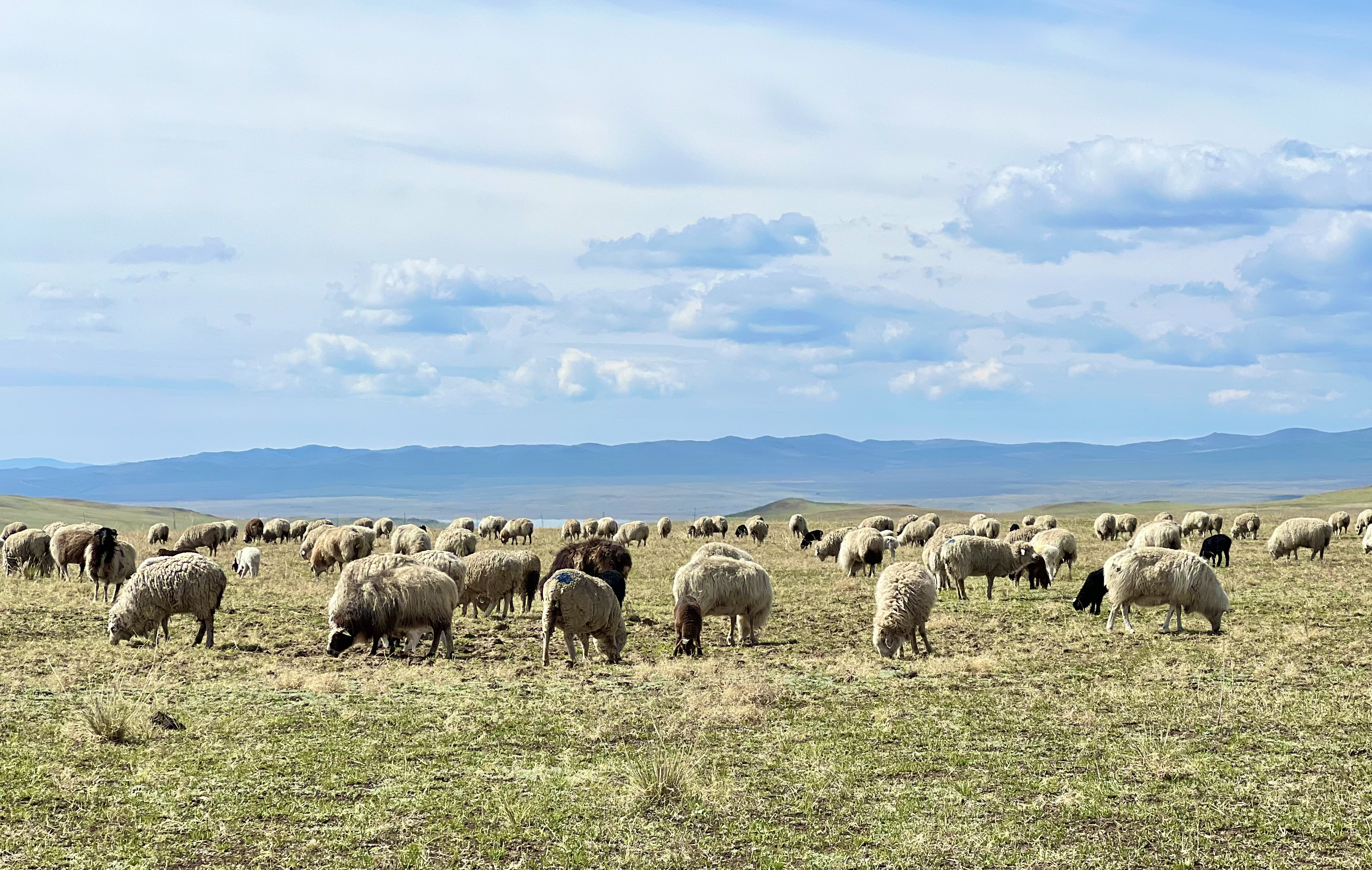
Corderos de Borgoy

En su tiempo, el cordero de Borgoysky fue puesto a la mesa de la casa real de los Romanov. El cordero de Borgoysky estaba presente en el menú de una cena solemne con motivo de la coronación de Nicolas I. En la época soviética, la carne de oveja Dzhida se vendía en los mercados de Moscú con la etiqueta «cordero de Borgoiskaya» en la famosa tienda de comestibles Yeliseyevsky.
Las ovejas Borgoy viven en condiciones climáticas ideales y pastan en tierras salinas. Esto le da un sabor especial a la carne conocida no sólo en toda la república, sino fuera de sus fronteras. El valor de los platos de carne Borgoy está presente en varios libros, publicaciones y guías de viaje.
En la época soviética, el cordero de Borgoy se consideraba una de las mejores variedades del país e incluso tenía una gran demanda en el extranjero por atrajo la atención de los cineastas soviéticos, que filmaron la película «Los pastores Borghoy».
En la zona cercana a Beloozersk, que recibió su nombre por la ubicación del Lago Blanco junto a él, en la primavera aparece sal o hugir en el agua del lago y es muy densa en su composición química. Otra característica del lago es que el barro salado tiene propiedades curativas.
Los vientos primaverales de polvo de sal se elevan en el aire y se extienden a los pastos cercanos donde pastan las ovejas. Esta sal afecta al sudor de la carne, dándole propiedades de sabor peculiares.
Las investigaciones muestran que el cordero contiene más  ácidos grasos insaturados que otros tipos de carne, muy poco colesterol y un alto contenido de mineral. También en este tipo de carne hay una cantidad importante de componentes y oligoelementos, incluyendo proteínas fácilmente digeribles, fósforo, magnesio, calcio, selenio, vitaminas B, E, K y PP

## Posición actual

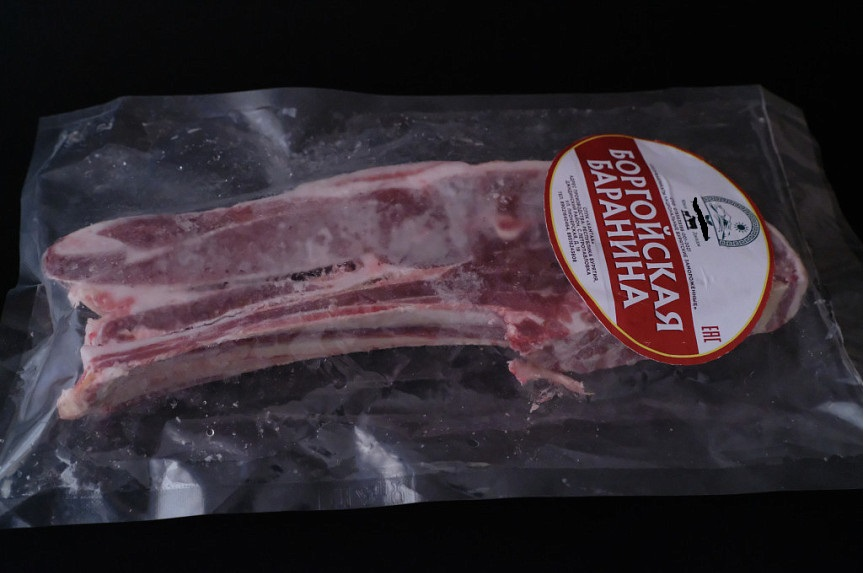
Carne de cordero de Borgoy en un paquete

Después del colapso de la URSS y, por consiguiente, el  de las granjas colectivas, la marca de carnero de Borgoy estuvo amenazada de extinción. Un cambio en la composición botánica de las hierbas de las estepas de Borgoy también tuvo un efecto perjudicial. Actualmente se está trabajando activamente para preservar y promover esta marca. La región de Dzhida, donde se encuentra la estepa de Borgoy, es considerada la región cárnica de la república.
La «Planta de Cría» de Borgoysky es una de las mayores empresas agrícolas de Buriatia. La empresa está entre los líderes en la ganadería de ovejas de tipo buryat de la raza Trans-Baikal, de lana fina. La empresa fue fundada en 1927 y desde entonces se dedica a la cría de ovejas. Según R.P. Pildanov, las ovejas de pelo grueso buryat-mongol de la granja estatal Borgoysky durante 4-4,5 meses del período de pastoreo, incrementó el peso en vivo  de 38,9 a 47,5 kg, es decir, en un 22,6%. El jefe de la República de Chechenia, Ramzan Kadyrov, pidió a Buriatia que proporcionara varias ovejas para la cría de esta raza en Chechenia. En la actualidad, el cordero Borgoy reclama el estatus de la marca oficial de Buriatia.